# Traducció teatral
La traducció teatral es pot definir, de manera molt general, com el transvasament lingüístic, cultural, ideològic i escènic d'un text dramàtic escrit en un idioma, amb vistes a la seva publicació o representació en un altre idioma i cultura teatral.

## Especificitat
La doble naturalesa del teatre, com a literatura i com a espectacle configura una paradoxa específica de la traducció teatral rellevant pel que fa a la traducció. Es tracta del dilema entre l'adscripció al text dramàtic, el text escrit, o al text teatral, escènic. Qui tradueix, parteix de l'escriptura i torna a l'escriptura. És a dir, llegeix un text dramàtic i produeix un altre text dramàtic; però alhora —gràcies a l'ineludible acte interpretatiu que és tota lectura i escriptura— imagina un text teatral, una hipotètica posada en escena. Al seu torn, la direcció escènica, partint del text dramàtic traduït, crearà un text teatral diferent.
Les prioritats filològiques o escèniques de les publicacions condicionen la inscripció de la traducció en els sistemes literaris o teatrals de la cultura receptora. Així, les traduccions filològiques de textos clàssics, per exemple, són molt diferents de les traduccions escèniques en un context postdramàtic, en què es desafiïn els conceptes de coherència del sentit, de la narrativitat o de la construcció psicològica dels personatges.
Tanmateix, els límits entre traducció escrita i traducció escènica sovint són difusos, ja que moltes traduccions publicades es representen i funcionen escènicament. Igualment, es publiquen traduccions concebudes per a l'escena, i es pot gaudir de la seva lectura, amb certa independència de la seva vinculació a cap representació concreta.
També són difusos els límits entre els conceptes de traducció, versió, adaptació, o fins i tot recreació, sobre els quals no hi ha consens ni en el seu ús professional ni en la recerca. És útil determinar l'ús de cada concepte en funció de paràmetres determinats, com ara la relació amb el text o textos originals, la menció de l'autoria original, la translació a un context lingüístic, geogràfic o històric concret o fins i tot el canvi de gènere o mitjà.

## Prioritats
Les obres dramàtiques es caracteritzen per la seva complexitat semiòtica, que es manifesta en la dualitat de signes verbals i no-verbals, així com en la doble dimensió de l'obra com a text escrit i text representat. La combinació de signes lingüístics, paralingüístics, proxèmics, cinètics, visuals i acústics crea una polifonia d'informació, ja que els diferents sistemes semiòtics (llenguatge, gestos, attrezzo, vestuari, decorat, música, llum, etc.) proporcionen informacions simultànies mitjançant les quals el llenguatge teatral arriba a la seva plena realització. Això suposa per a qui tradueix una enorme font de restriccions i, alhora, de possibilitats traductores, de manera que es poden solucionar problemes que es plantegin en el pla verbal recorrent a signes no-verbals i viceversa.
Un concepte que se sol associar a la traducció teatral és el de la representabilitat, que es podria definir, de manera molt àmplia, com la qualitat que fa que els textos dramàtics siguin viables escènicament. Als estudis teòrics sobre la traducció teatral, el debat s'ha centrat en dues qüestions primordials: d'una banda, què s'entén per representabilitat i de l'altra, quin lloc ocupa aquesta en la traducció teatral.
La representabilitat s'ha associat sovint a la noció d'oralitat, que s'ha interpretat de vegades com el requisit actoral de facilitat de pronunciació. També s'ha destacat, en aquest sentit, la importància del ritme, un element clau que pot aportar energia i pulsació al text traduït, vinculat de vegades al requisit que el llenguatge segueixi el ritme natural de la respiració. Tanmateix, la senzillesa de pronunciació no suposa una caracterització precisa dels textos teatrals, que no tenen per què ser ni senzills ni fàcils de pronunciar. El llenguatge teatral és estilitzat i té una semblança limitada amb els intercanvis lingüístics quotidians.
S'ha debatut la noció de representabilitat amb relació a la seva importància en la pràctica de la traducció teatral: hi ha qui considera que aquest concepte és l'eix de les decisions que cal prendre davant la traducció de qualsevol obra de teatre; i hi ha qui defensa que l'únic instrument que es té per traduir en realitat és el text verbal. Aquesta és la paradoxa de la traducció teatral que hem esmentat inicialment: es parteix d'un text escrit, s'ha de tenir en compte tota la dimensió no-verbal del teatre, però en definitiva el producte final traduït és un altre text escrit, que aleshores posarà en escena una companyia teatral. Aquesta paradoxa conté, de forma embrionària, els nuclis recurrents del debat sobre traducció teatral: l'especificitat de la traducció teatral, la complexa relació del text amb la seva dimensió no-verbal i les difícils aliances dels agents traductors amb el text i amb els agents de la producció teatral.
La representabilitat també engloba les adscripcions culturals i ideològiques dels textos dramàtics traduïts i representats. Cal examinar en quins contextos es retradueixen obres i en altres contextos ni tan sols es tradueixen. L'estudi de les retraduccions i de les «no-traduccions» és una manera de posar a prova en què consisteix la (ir)representabilitat de la traducció. Hi ha contextos ideològics o polítics en els quals no es consideren representables obres que resultin incòmodes. Igualment, hi ha certes combinacions lingüístiques que es censuren o invisibilitzen en certs contextos bilingües o multilingües.

## Procés
Les traduccions teatrals es poden analitzar des de tres perspectives, sovint interrelacionades: 1) tenint en compte el seu procés d'elaboració, 2) com a productes finals, o 3) analitzant la funció de les traduccions teatrals en els contextos dramàtics o literaris que les acullen.
L'especificitat de la traducció teatral convida a investigar els processos pels quals un text dramàtic traduït esdevé un text teatral representat. Des d'aquesta perspectiva es pot considerar la possibilitat d'interacció entre la traducció i la construcció general de l'espectacle en les diferents fases de treball, tenint en compte que es tracta d'un treball col·laboratiu o col·lectiu, tot i que sempre orquestrat des de la visió general de la direcció de l'espectacle. Les fases de treball en què intervé la traducció teatral són, esquemàticament, les d'escriure, assajar i representar l'obra traduïda, amb una gradació progressiva d'una feina més individual a una més col·lectiva. Cal destacar que la possibilitat d'interacció entre la traducció i la construcció de l'espectacle teatral es produeix sobretot en les fases de l'assaig, especialment en el treball de taula. En aquesta etapa es poden introduir canvis quan es llegeix la traducció, al voltant d'una taula, amb el equip actoral de l'obra, la presència del director o directora i, idealment, del o la traductora. Al llarg del treball de taula, les propostes de traducció poden dialogar amb les interpretacions de l'equip actoral, que busca fer-se seu el text, o també amb la direcció escènica, especialment si es busca una connexió entre el text i la proposta escènica o ideològica concreta. Quan els textos ja estan traduïts i assajats, els espectacles es posen a prova definitivament en la seva presentació al públic. La direcció escènica, i també la traducció, cedeixen pas a la relació entre equip actoral i públic. Habitualment el text traduït ja està força fixat i, en principi, canvia poc. Només se solen introduir modificacions estructurals en aquesta fase als textos traduïts quan cal l'adaptació a nous contextos teatrals, per ajustar-se a nous escenaris o repartiments. Una prova per a les traduccions teatrals representades és l'efecte feedback immediat del públic. La reacció del públic —riures en una comèdia, silencis en una tragèdia— pot ocasionar certs canvis en el text traduït, per tal que s'acobli amb la naturalesa general de l'espectacle.
Des de la perspectiva de la traducció com a producte, són habituals els estudis de traduccions teatrals concretes, sigui prenent l'eix de l'autoria original, o bé de la tasca de traductores o traductors específics. Des d'aquest punt de vista se solen estudiar també les traduccions indirectes, fetes a través d'una traducció intermèdia, com ha succeït històricament amb les traduccions des de l'anglès o l'alemany, que habitualment es traduïen al francès, idioma que esdevenia el text de sortida per a traduccions al català.
És especialment interessant considerar la funció de la traducció teatral i la seva inserció dins de sistemes teatrals o literaris específics, quan es considera que les traduccions contribueixen a enriquir o innovar la tradició pròpia. És en aquest context, també, que se sol debatre el lloc que ocupa la traducció en la construcció dels teatres nacionals, on tradicionalment s'han establert distincions dicotòmiques entre traducció i teatre autòcton. Tanmateix, aquestes distincions poden ser falsess en les cultures actuals, en què s'han desestabilitzats moltes essències identitàries, transnacionals i multilingües que problematitzen i alhora visibilitzen el lloc que ocupa la traducció en el teatre contemporani.

## Traducció teatral a Catalunya

### Al català
Les traduccions de textos dramàtics tenen un pes decisiu en la nòmina de textos literaris publicats en català des de principis del segle XX fins a l'actualitat.
Dins l'àmbit de la traducció teatral a Catalunya, cal distingir, sobretot durant les primeres dècades del segle passat, les versions cultes de les versions populars i les adaptacions que es publicaven a diverses col·leccions de caràcter genuïnament literari i a d'altres de caràcter més popular, no necessàriament especialitzades en teatre.
Dins del primer grup, cal destacar les traduccions aparegudes a la «Biblioteca Joventut» (1901-1914) i a la «Biblioteca Popular de L'Avenç» (1903-1915), ambdues lligades a les revistes homònimes; mentre que la primera comptava amb cinc textos de teatre estranger d'un total de cinquanta-una traduccions publicades, la segona en va publicar vint de cinquanta-sis. Especialment importants foren, també, les publicades a la col·lecció «Biblioteca Literària» (1918-1924) de l'Editorial Catalana, que contenia títols en català de clàssics de la literatura universal —sobretot de narrativa, però també de teatre: Sòfocles, Molière, Shakespeare, Goethe o Kleist foren alguns dels autors i textos publicats. Les traduccions aparegudes en aquesta col·lecció —fetes, en general, directament de l'original— van ser les primeres que presentaven la llengua normativitzada a partir de la codificació gramatical de Pompeu Fabra, circumstància que va afavorir que alguns títols es reimprimissin i reeditessin sovint; en canvi, altres traduccions importants, però que no s'acomodaren a les normes ortogràfiques fabrianes, han quedat sobretot com a documents històrics de la traducció catalana. Paral·lelament i complementant les col·leccions esmentades, cal fer referència a la «Biblioteca Popular dels Grans Mestres» (1907-1910), dedicada a l'obra dramàtica de Shakespeare; la «Biblioteca De Tots Colors» (1908-1913), amb un extensíssim catàleg d'autors estrangers traduïts; la «Biblioteca Teatralia» (1909-1913), d'orientació exclusivament teatral que incorporava peces de Hauptmann, Mirbeau, Rostand o Goethe, entre d'altres, i la «Biblioteca Teatral» (1922-1937), també exclusiva de textos dramàtics. Altres col·leccions que contenien textos dramàtics foren: la «Col·lecció Popular Barcino» (1927-1936), «Els Clàssics del Món» (1930-1936), la «Col·lecció Popular de les Ales Esteses» (1929) i els «Quaderns Literaris» (1934-1938).
D'altra banda, altres autors estrangers es van donar a conèixer per primer cop en llengua catalana mitjançant les traduccions publicades a col·leccions de caràcter popular, com ara «La Escena Catalana» (1918-1937), destinada exclusivament a productes de reconegut consum, tot i que també incorporava textos clàssics universals adaptats als seus lectors destinataris; «Catalunya Teatral» (1932-1937), i «El Nostre Teatre» (1934-1937). Tant aquestes com la resta de col·leccions teatrals catalanes —totes elles senyeres en la difusió de la literatura dramàtica estrangera a través de les traduccions que publicaven— van acabar el seu recorregut després de la Guerra Civil i un cop establert el règim franquista.
Fent un salt considerable en el temps, si durant les darreres dècades del segle XX les principals editorials catalanes mantenien, fruit d'una consciència d'una voluntat normalitzadora després d'anys de repressió cultural, una col·lecció de teatre que contenia obra original en català i obra traduïda —ens referim, per exemple, a Edicions 62 o Edicions Proa, amb col·leccions tan emblemàtiques com «El Galliner», a partir de 1970, o «L'Óssa Major», de les quals, tot i que ambdues ja desaparegudes, actualment només s'editen autors consagrats i es reediten alguns títols d'èxit més o menys recents—, als primers anys del 2000 aquesta dinàmica s'estancà i algunes editorials van renunciar a tenir una col·lecció de teatre internacional.
A principis de la dècada del 2020, però, cal remarcar un creixent nombre d'editorials que tenen una col·lecció de literatura dramàtica estrangera. D'aquestes destaquen les que estan estretament lligades a l'estrena d'espectacles, com ara Edicions Proa/Teatre Nacional de Catalunya. De la resta, petites editorials com Arola (Tarragona), avui en dia el principal aliat del TNC, Bromera, amb seu a Alzira (País Valencià), o Lleonard Muntaner (Palma) es mantenen com les més sensibles a la traducció teatral. A més, cal tenir en compte que l'Institut del Teatre continua editant algunes traduccions —tot i que la seva producció editorial ha baixat considerablement en relació amb l'època d'esplendor i compromís dels anys vuitanta del segle passat, quan va posar en marxa la «Biblioteca Teatral» i la «Col·lecció Popular de Teatre Universal»—, sempre en aliança amb segells editorials, com ara Comanegra; conjuntament han impulsat la nova col·lecció «Dramaticles», en la qual, al costat d'obres de dramatúrgia contemporània catalana, també hi tenen cabuda traduccions d'obres estrangeres.
A part d'això, existeix un gran nombre d'obres traduïdes no editades amb regularitat que s'han donat a conèixer a través d'altres vies. A més de les edicions dels quaderns En Cartell, que durant uns anys va publicar l'Obrador de la Sala Beckett, i les petites publicacions de la col·lecció «Teatre-Entreacte» de l'AADPC (Associació d'Actors i Directors Professionals de Catalunya), de distribució molt reduïda, cal afegir-hi les traduccions d'autors estrangers —en general, obres breus— publicades en revistes especialitzades en teatre, com ara (Pausa.) i Assaig de Teatre.
Lligat a l'àmbit de l'edició, és especialment interessant ressaltar la política de traduccions per part d'algunes institucions, com per exemple l'Institut Alemany (Goethe-Institut), que subvenciona la traducció al català d'obres d'autors alemanys que després es representen a les principals sales de Catalunya, com ara el Romea, el Teatre Nacional, el Teatre Lliure o la Sala Beckett. Els títols, però, surten només en digital —les edicions en paper són l'excepció— i estan disponibles a través del portal Theaterbiblothek.

### A altres llengües
A l'altre costat de la balança, hi hauria la traducció a altres llengües d'obres de teatre català contemporani, aplegada en bona part al registre Catalandrama, la versió nostrada del servei que l'Institut Alemany ja fa temps que practica amb la dramatúrgia alemanya, i que va sorgir com resultat de la col·laboració entre l'Institut Ramon Llull i la Sala Beckett/Obrador Internacional de Dramatúrgia. Es tracta d'una base de dades en línia de textos dramàtics catalans d'autors vius traduïts a altres idiomes —a part de trobar-se en pràcticament totes les llengües europees, alguns d'ells també es poden llegir en àrab, hebreu o turc. En la seva presentació oficial, l'any 2009, el catàleg de Catalandrama ja comptava amb prop de dues centes traduccions d'un centenar de textos dramàtics, corresponents a una trentena d'autors catalans diferents. A més de Josep M. Benet i Jornet, Sergi Belbel, Lluïsa Cunillé i Jordi Galceran, entre els dramaturgs més traduïts també hi figuren Josep M. Miró, Esteve Soler, Àngels Aymar, Pau Miró, Carles Batlle, i un llarg etcètera. El portal té com a objectiu primordial promoure els autors catalans contemporanis i difondre'n els textos a escala internacional.

## Traductors
La nòmina de traductors catalans no és precisament escassa i existeix una gran varietat pel que fa al seu origen professional o la seva formació: hi ha des de dramaturgs fins a escriptors de narrativa i poetes, passant per traductors consagrats que no són necessàriament autors. D'entre aquest conglomerat de persones, Josep Carner (1884-1970), Alfons Maseras (1884-1939), Carles Riba (1893-1959), Josep Maria de Sagarra (1894-1961) i Joan Oliver (1899-1986) ocupen un lloc d'honor. Carner va destacar com a traductor d'autors com Shakespeare i Molière; Maseras fou el responsable de la traducció de l'obra completa de Molière, publicada entre 1930 i 1936; Riba es distingí especialment com a traductor del teatre de Sòfocles i d'Eurípides; Sagarra fou el traductor de gairebé totes les obres de Shakespeare, i Joan Oliver realitzà traduccions i adaptacions d'obres d'escriptors com Molière, Goldoni, Txèkhov, Shaw, Beckett i Brecht, entre d'altres. D'entre la nombrosa nòmina de traductors amb què compten les lletres catalanes destaquen també, per citar només alguns noms, Feliu Formosa, que ha traduït obres de teatre de l'alemany, en un total que sobrepassa els seixanta títols; Jaume Melendres (1941-2009), que, a més de traduir i adaptar Molière, Goldoni i Shaw, també va traduir peces d'autors com Oscar Wilde, Eugène Labiche, Tennessee Williams, J. M. Synge, J. B. Priestley, Joe Orton i R. W. Fassbinder; Joaquim Mallafrè, autor de la traducció d'obres d'Alan Ayckbourn, John Osborne i Ronald Harwood, a més de peces de Beckett i Harold Pinter; Salvador Oliva, que ha traduït la totalitat de l'obra teatral de Shakespeare al català; Joan Sellent, especialment important en el camp de la traducció de peces angleses, sobretot de Shakespeare —destaquen les versions de Hamlet, Ricard II, Coriolà, El rei Lear i Nit de reis o El que vulgueu, aplegades al volum Versions a peu d'obra (Núvol, 2016)—, però també d'altres autors de teatre com Gareth Armstrong, Alan Bennett, Edward Bond, Tennessee Williams, Harold Pinter, David Mamet, Arthur Miller, Neil LaBute; Joan Casas, que s'ha dedicat a la traducció d'obres de teatre d'autors francesos; Guillem-Jordi Graells, que ha traduït peces de Maxim Gorki, Eugène Labiche, Alfred de Musset, Arthur Schnitzler, Dario Fo, Jean Cocteau i Bernard Marie-Koltès, entre d'altres; Miquel Desclot, traductor de Molière, Shakespeare, Goldoni i Guillaume Apollinaire, i finalment, per tancar aquesta llarga llista, Sergi Belbel, que ha fet arribar als lectors catalans obres de Racine, Koltès, Molière, Eduardo de Filippo o Jean-Michel Ribes, entre d'altres.